# Fête de la pomme (Gouba)

Variétés de pommes.

La fête  de la pomme (en azéri: Alma bayramı) est un festival culturel célébré chaque année à Gouba, en Azerbaïdjan, le jour de la récolte des pommes.

## Histoire
En Azerbaïdjan, cet événement a été organisé pour la première fois en 2012. Le festival propose une cuisine de fruits azerbaïdjanaise, principalement des pommes de Gouba. Bien que la fête s'appelle "Fête de la pomme", elle est dédiée non seulement aux pommes, mais aux autres cultures fruitières.
Les jours de fête, dans la ville de Gouba - le centre horticole de l’Azerbaïdjan, des expositions sont organisées dans le cadre desquelles les jardiniers présentent différentes variétés de pommes et leurs produits.